# 芦品郡
芦品郡（あしなぐん）は、広島県にあった郡。

## 郡域
1898年（明治31年）に行政区画として発足した当時の郡域は、以下の区域にあたる。
- 福山市の一部（芦田町各町・新市町各町および駅家町大字法成寺を除く駅家町各町）
- 府中市の大部分（上下町各町・諸毛町・河面町・小国町・篠根町・僧殿町・三郎丸町・河南町を除く）
- 神石郡神石高原町の一部（桑木および父木野・坂瀬川の各一部）

## 歴史

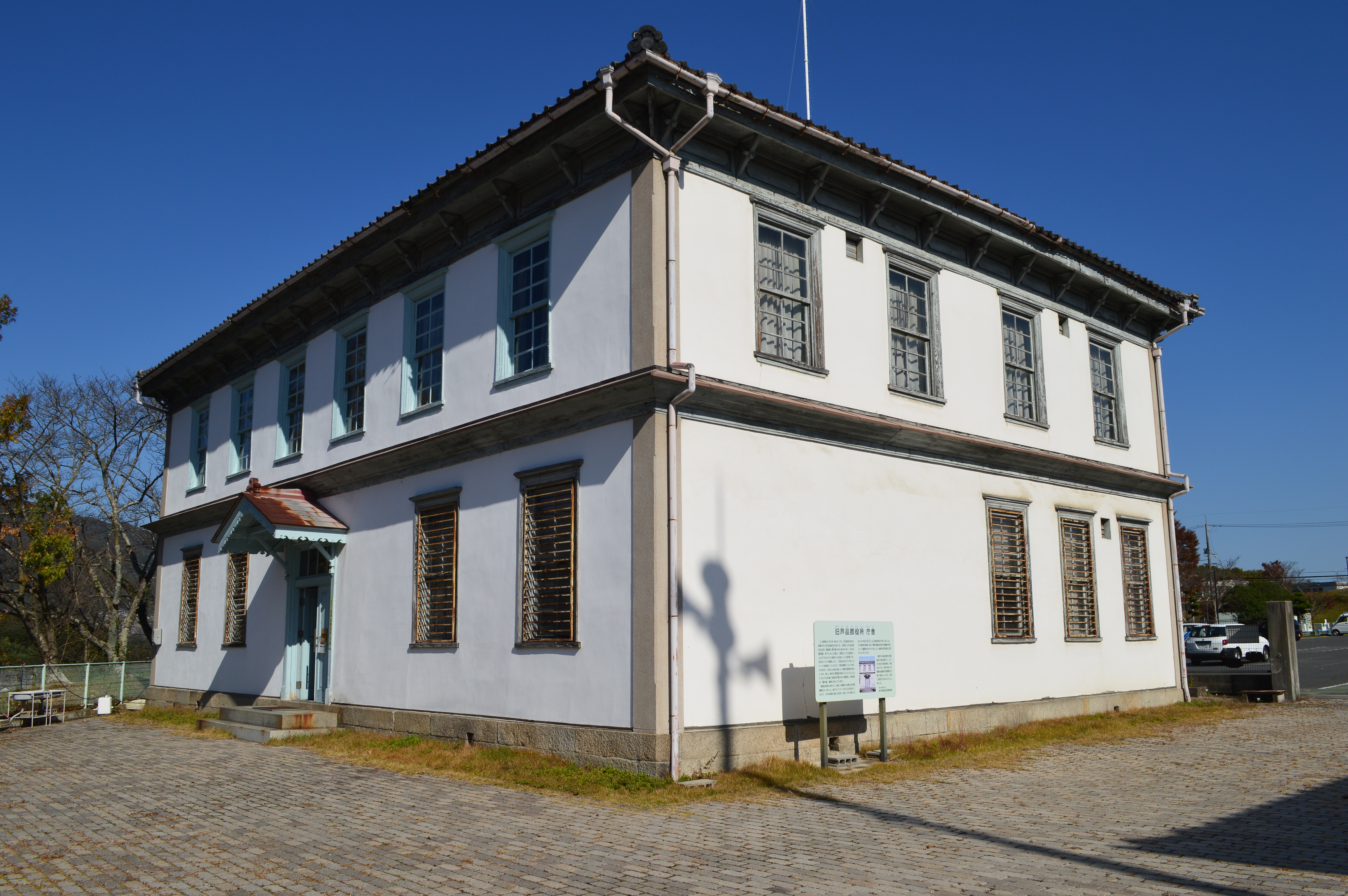
府中市歴史民俗資料館として保存されている旧・芦品郡役所（1898年建築）

- 明治31年（1898年）10月1日 - 郡制の施行のため、芦田郡・品治郡の区域をもって発足。以下の町村が所属。（2町24村）
  - 旧・芦田郡（2町13村） - 府中町、出口町、岩谷村、河佐村、阿字村、木野山村、行縢村（現・府中市）、桑木村（現・神石郡神石高原町）、藤尾村（現・福山市、神石郡神石高原町）、常金丸村（現・福山市）、広谷村、国府村、栗生村（現・府中市）、有磨村、福相村（現・福山市）
  - 旧・品治郡（11村） - 宜山村、倉光村、中島村、江良村、坊寺村、万能倉村、近田村、戸手村、新市村、網引村、服部村（現・福山市）
- 明治32年（1899年）7月1日 - 郡制を施行。「芦品神石甲奴郡役所」が府中町に設置され、神石郡・甲奴郡とともに管轄。
- 明治40年（1907年）1月1日 - 新市村が町制施行して新市町となる。（3町23村）
- 大正2年（1913年）
  - 2月1日 - 木野山村・行縢村・桑木村が合併して大正村が発足。（3町21村）
  - 7月1日 - 倉光村・中島村・江良村・坊寺村・万能倉村が合併して駅家村が発足。（3町17村）
- 大正12年（1923年）4月1日
  - 郡会が廃止。郡役所は存続。
  - 府中町が栗生村大字土生の一部を編入[1]。
- 大正14年（1925年）2月1日 - 府中町・出口町が合併し、改めて府中町が発足。（2町17村）
- 大正15年（1926年）7月1日 - 郡役所が廃止。以降は地域区分名称となる。
- 昭和22年（1947年）11月3日 - 駅家村が町制施行して駅家町となる。（3町16村）
- 昭和24年（1949年）
  - 4月1日 - 御調郡下川辺村の所属郡が本郡に変更。（3町17村）
  - 7月1日 - 大正村の一部（桑木）が神石郡高蓋村に編入。
  - 9月1日 - 新市町が福相村の一部（相方）を編入。
- 昭和29年（1954年）3月31日 - 府中町・岩谷村・広谷村・国府村・栗生村・下川辺村が合併して府中市が発足し、郡より離脱。（2町12村）
- 昭和30年（1955年）
  - 1月1日 - 駅家町・宜山村・近田村・服部村が合併し、改めて駅家町が発足。（2町9村）
  - 3月17日 - 阿字村・大正村が甲奴郡上下町の一部（斗升）をそれぞれ編入。
  - 2月1日 - 新市町・常金丸村・戸手村・網引村が合併し、改めて新市町が発足。（2町6村）
  - 3月31日 - 阿字村・大正村が合併して共和村が発足。共和村が即日改称して協和村となる。（2町5村）
  - 4月1日 - 有磨村・福相村が合併して芦田町が発足。（3町3村）
- 昭和31年（1956年）9月30日
  - 河佐村が府中市に編入。（3町2村）
  - 駅家町が深安郡加法村の一部[2]を編入。
- 昭和34年（1959年）7月1日 - 藤尾村の一部[3]が神石郡三和町に編入。同日、藤尾村が新市町に編入。（3町1村）
- 昭和49年（1974年）4月1日 - 芦田町が福山市に編入。（2町1村）
- 昭和50年（1975年）2月1日（1町）
  - 協和村が府中市に編入。
  - 駅家町が福山市に編入。
- 平成15年（2003年）2月3日 - 新市町が福山市に編入。同日芦品郡消滅。

### 変遷表
| 旧 郡    | 明治以前   | 明治以前   | 明治初年 - 明治22年 | 明治22年 4月1日 町村制施行 | 明治22年 - 大正15年            | 明治22年 - 大正15年            | 昭和元年 - 昭和29年                    | 昭和元年 - 昭和29年           | 昭和30年 - 昭和39年          | 昭和30年 - 昭和39年                    | 昭和40年 - 昭和64年         | 平成元年 - 現在                         | 現在              |
| -------- | ---------- | ---------- | ------------------- | -------------------------- | ------------------------------ | ------------------------------ | -------------------------------------- | ----------------------------- | ---------------------------- | -------------------------------------- | --------------------------- | --------------------------------------- | ----------------- |
| 品 治 郡 | 江良村     | 江良村     | 江良村              | 江良村                     | 大正2年7月1日 駅家村           | 大正2年7月1日 駅家村           | 昭和22年11月3日 町制 駅家町            | 昭和22年11月3日 町制 駅家町   | 昭和30年1月1日 駅家町        | 昭和30年1月1日 駅家町                  | 昭和50年2月1日 福山市に編入 | 福山市                                  | 福山市            |
| 品 治 郡 | 倉光村     | 倉光村     | 倉光村              | 倉光村                     | 大正2年7月1日 駅家村           | 大正2年7月1日 駅家村           | 昭和22年11月3日 町制 駅家町            | 昭和22年11月3日 町制 駅家町   | 昭和30年1月1日 駅家町        | 昭和30年1月1日 駅家町                  | 昭和50年2月1日 福山市に編入 | 福山市                                  | 福山市            |
| 品 治 郡 | 中島村     | 中島村     | 中島村              | 中島村                     | 大正2年7月1日 駅家村           | 大正2年7月1日 駅家村           | 昭和22年11月3日 町制 駅家町            | 昭和22年11月3日 町制 駅家町   | 昭和30年1月1日 駅家町        | 昭和30年1月1日 駅家町                  | 昭和50年2月1日 福山市に編入 | 福山市                                  | 福山市            |
| 品 治 郡 | 坊寺村     | 坊寺村     | 坊寺村              | 坊寺村                     | 大正2年7月1日 駅家村           | 大正2年7月1日 駅家村           | 昭和22年11月3日 町制 駅家町            | 昭和22年11月3日 町制 駅家町   | 昭和30年1月1日 駅家町        | 昭和30年1月1日 駅家町                  | 昭和50年2月1日 福山市に編入 | 福山市                                  | 福山市            |
| 品 治 郡 | 万能倉村   | 万能倉村   | 万能倉村            | 万能倉村                   | 大正2年7月1日 駅家村           | 大正2年7月1日 駅家村           | 昭和22年11月3日 町制 駅家町            | 昭和22年11月3日 町制 駅家町   | 昭和30年1月1日 駅家町        | 昭和30年1月1日 駅家町                  | 昭和50年2月1日 福山市に編入 | 福山市                                  | 福山市            |
| 品 治 郡 | 近田村     | 近田村     | 近田村              | 戸田村 （一部）            | 明治28年9月21日 近田村         | 明治28年9月21日 近田村         | 近田村                                 | 近田村                        | 昭和30年1月1日 駅家町        | 昭和30年1月1日 駅家町                  | 昭和50年2月1日 福山市に編入 | 福山市                                  | 福山市            |
| 品 治 郡 | 雨木村     | 雨木村     | 雨木村              | 服部村                     | 服部村                         | 服部村                         | 服部村                                 | 服部村                        | 昭和30年1月1日 駅家町        | 昭和30年1月1日 駅家町                  | 昭和50年2月1日 福山市に編入 | 福山市                                  | 福山市            |
| 品 治 郡 | 服部本郷村 | 服部本郷村 | 服部本郷村          | 服部村                     | 服部村                         | 服部村                         | 服部村                                 | 服部村                        | 昭和30年1月1日 駅家町        | 昭和30年1月1日 駅家町                  | 昭和50年2月1日 福山市に編入 | 福山市                                  | 福山市            |
| 品 治 郡 | 助元村     | 助元村     | 助元村              | 服部村                     | 服部村                         | 服部村                         | 服部村                                 | 服部村                        | 昭和30年1月1日 駅家町        | 昭和30年1月1日 駅家町                  | 昭和50年2月1日 福山市に編入 | 福山市                                  | 福山市            |
| 品 治 郡 | 新山村     | 新山村     | 新山村              | 服部村                     | 服部村                         | 服部村                         | 服部村                                 | 服部村                        | 昭和30年1月1日 駅家町        | 昭和30年1月1日 駅家町                  | 昭和50年2月1日 福山市に編入 | 福山市                                  | 福山市            |
| 品 治 郡 | 服部永谷村 | 服部永谷村 | 服部永谷村          | 服部村                     | 服部村                         | 服部村                         | 服部村                                 | 服部村                        | 昭和30年1月1日 駅家町        | 昭和30年1月1日 駅家町                  | 昭和50年2月1日 福山市に編入 | 福山市                                  | 福山市            |
| 品 治 郡 | 向永谷村   | 向永谷村   | 向永谷村            | 宜山村                     | 宜山村                         | 宜山村                         | 宜山村                                 | 宜山村                        | 昭和30年1月1日 駅家町        | 昭和30年1月1日 駅家町                  | 昭和50年2月1日 福山市に編入 | 福山市                                  | 福山市            |
| 品 治 郡 | 大橋村     | 大橋村     | 大橋村              | 宜山村                     | 宜山村                         | 宜山村                         | 宜山村                                 | 宜山村                        | 昭和30年1月1日 駅家町        | 昭和30年1月1日 駅家町                  | 昭和50年2月1日 福山市に編入 | 福山市                                  | 福山市            |
| 品 治 郡 | 今岡村     | 今岡村     | 今岡村              | 宜山村                     | 宜山村                         | 宜山村                         | 宜山村                                 | 宜山村                        | 昭和30年1月1日 駅家町        | 昭和30年1月1日 駅家町                  | 昭和50年2月1日 福山市に編入 | 福山市                                  | 福山市            |
| 品 治 郡 | 上山守村   | 上山守村   | 上山守村            | 宜山村                     | 宜山村                         | 宜山村                         | 宜山村                                 | 宜山村                        | 昭和30年1月1日 駅家町        | 昭和30年1月1日 駅家町                  | 昭和50年2月1日 福山市に編入 | 福山市                                  | 福山市            |
| 品 治 郡 | 下山守村   | 下山守村   | 下山守村            | 宜山村                     | 宜山村                         | 宜山村                         | 宜山村                                 | 宜山村                        | 昭和30年1月1日 駅家町        | 昭和30年1月1日 駅家町                  | 昭和50年2月1日 福山市に編入 | 福山市                                  | 福山市            |
| 安 那 郡 | 西法成寺村 | 西法成寺村 | 明治7年 法成寺村    | 安那郡 法成寺村            | 明治31年10月1日 深安郡法成寺村 | 明治31年10月1日 深安郡法成寺村 | 昭和16年10月1日 深安郡加法村           | 昭和16年10月1日 深安郡加法村  | 深安郡加法村                 | 昭和31年9月30日 駅家町に編入           | 昭和50年2月1日 福山市に編入 | 福山市                                  | 福山市            |
| 安 那 郡 | 東法成寺村 |            | 明治7年 法成寺村    | 安那郡 法成寺村            | 明治31年10月1日 深安郡法成寺村 | 明治31年10月1日 深安郡法成寺村 | 昭和16年10月1日 深安郡加法村           | 昭和16年10月1日 深安郡加法村  | 深安郡加法村                 | 昭和31年9月30日 駅家町に編入           | 昭和50年2月1日 福山市に編入 | 福山市                                  | 福山市            |
| 芦 田 郡 | 柞磨村     | 柞磨村     | 柞磨村              | 有磨村                     | 有磨村                         | 有磨村                         | 有磨村                                 | 有磨村                        | 有磨村                       | 昭和30年4月1日 芦田町                  | 昭和49年4月1日 福山市に編入 | 福山市                                  | 福山市            |
| 芦 田 郡 | 上有地村   | 上有地村   | 上有地村            | 有磨村                     | 有磨村                         | 有磨村                         | 有磨村                                 | 有磨村                        | 有磨村                       | 昭和30年4月1日 芦田町                  | 昭和49年4月1日 福山市に編入 | 福山市                                  | 福山市            |
| 芦 田 郡 | 下有地村   | 下有地村   | 下有地村            | 有磨村                     | 有磨村                         | 有磨村                         | 有磨村                                 | 有磨村                        | 有磨村                       | 昭和30年4月1日 芦田町                  | 昭和49年4月1日 福山市に編入 | 福山市                                  | 福山市            |
| 芦 田 郡 | 福田村     | 福田村     | 福田村              | 福相村                     | 福相村                         | 福相村                         | 福相村                                 | 福相村                        | 福相村                       | 昭和30年4月1日 芦田町                  | 昭和49年4月1日 福山市に編入 | 福山市                                  | 福山市            |
| 芦 田 郡 | 相方村     | 相方村     | 相方村              | 福相村                     | 福相村                         | 福相村                         | 昭和24年7月1日 新市町に編入            | 新市町                        | 昭和30年2月1日 新市町        | 昭和30年2月1日 新市町                  | 新市町                      | 平成15年2月3日 福山市に編入             | 福山市            |
| 品 治 郡 | 新市村     | 新市村     | 新市村              | 新市村                     | 明治40年1月1日 町制 新市町     | 明治40年1月1日 町制 新市町     | 新市町                                 | 新市町                        | 昭和30年2月1日 新市町        | 昭和30年2月1日 新市町                  | 新市町                      | 平成15年2月3日 福山市に編入             | 福山市            |
| 品 治 郡 | 宮内村     | 宮内村     | 宮内村              | 網引村                     | 網引村                         | 網引村                         | 網引村                                 | 網引村                        | 昭和30年2月1日 新市町        | 昭和30年2月1日 新市町                  | 新市町                      | 平成15年2月3日 福山市に編入             | 福山市            |
| 品 治 郡 | 上安井村   | 上安井村   | 上安井村            | 網引村                     | 網引村                         | 網引村                         | 網引村                                 | 網引村                        | 昭和30年2月1日 新市町        | 昭和30年2月1日 新市町                  | 新市町                      | 平成15年2月3日 福山市に編入             | 福山市            |
| 品 治 郡 | 下安井村   | 下安井村   | 下安井村            | 網引村                     | 網引村                         | 網引村                         | 網引村                                 | 網引村                        | 昭和30年2月1日 新市町        | 昭和30年2月1日 新市町                  | 新市町                      | 平成15年2月3日 福山市に編入             | 福山市            |
| 品 治 郡 | 戸手村     | 戸手村     | 戸手村              | 戸田村 （一部）            | 明治28年9月21日 戸手村         | 明治28年9月21日 戸手村         | 戸手村                                 | 戸手村                        | 昭和30年2月1日 新市町        | 昭和30年2月1日 新市町                  | 新市町                      | 平成15年2月3日 福山市に編入             | 福山市            |
| 芦 田 郡 | 金丸村     | 金丸村     | 金丸村              | 常金丸村                   | 常金丸村                       | 常金丸村                       | 常金丸村                               | 常金丸村                      | 昭和30年2月1日 新市町        | 昭和30年2月1日 新市町                  | 新市町                      | 平成15年2月3日 福山市に編入             | 福山市            |
| 芦 田 郡 | 常村       | 常村       | 常村                | 常金丸村                   | 常金丸村                       | 常金丸村                       | 常金丸村                               | 常金丸村                      | 昭和30年2月1日 新市町        | 昭和30年2月1日 新市町                  | 新市町                      | 平成15年2月3日 福山市に編入             | 福山市            |
| 芦 田 郡 | 藤尾村     | 一部を除く | 藤尾村              | 藤尾村                     | 藤尾村                         | 藤尾村                         | 藤尾村                                 | 藤尾村                        | 藤尾村                       | 昭和34年7月1日 新市町に編入            | 新市町                      | 平成15年2月3日 福山市に編入             | 福山市            |
| 芦 田 郡 | 藤尾村     | 一部       | 藤尾村              | 藤尾村                     | 藤尾村                         | 藤尾村                         | 藤尾村                                 | 藤尾村                        | 藤尾村                       | 昭和34年7月1日 神石郡三和町に編入      | 神石郡 三和町               | 平成16年11月5日 神石郡 神石高原町の一部 | 神石郡 神石高原町 |
| 芦 田 郡 | 桑木村     | 桑木村     | 桑木村              | 桑木村                     | 大正2年2月1日 大正村           | 大正2年2月1日 大正村           | 昭和24年7月1日 神石郡高蓋村に編入      | 神石郡高蓋村                  | 神石郡高蓋村                 | 昭和30年3月31日 神石郡三和町の一部     | 神石郡 三和町               | 平成16年11月5日 神石郡 神石高原町の一部 | 神石郡 神石高原町 |
| 芦 田 郡 | 行縢村     | 行縢村     | 行縢村              | 行縢村                     | 大正2年2月1日 大正村           | 大正2年2月1日 大正村           | 大正村                                 | 大正村                        | 大正村                       | 昭和30年3月31日 共和村 即日改称 協和村 | 昭和50年2月1日 府中市に編入 | 府中市                                  | 府中市            |
| 芦 田 郡 | 木之山村   | 木之山村   | 木之山村            | 木野山村                   | 大正2年2月1日 大正村           | 大正2年2月1日 大正村           | 大正村                                 | 大正村                        | 大正村                       | 昭和30年3月31日 共和村 即日改称 協和村 | 昭和50年2月1日 府中市に編入 | 府中市                                  | 府中市            |
| 甲 奴 郡 | 斗升村     | 斗升村     | 斗升村              | 甲奴郡 斗升村              | 明治28年10月1日 甲奴郡 清岳村  | 明治28年10月1日 甲奴郡 清岳村  | 甲奴郡 清岳村                          | 昭和29年3月31日 甲奴郡 上下町 | 昭和30年3月17日 大正村に編入 | 昭和30年3月31日 共和村 即日改称 協和村 | 昭和50年2月1日 府中市に編入 | 府中市                                  | 府中市            |
| 甲 奴 郡 | 斗升村     | 斗升村     | 斗升村              | 甲奴郡 斗升村              | 明治28年10月1日 甲奴郡 清岳村  | 明治28年10月1日 甲奴郡 清岳村  | 甲奴郡 清岳村                          | 昭和29年3月31日 甲奴郡 上下町 | 昭和30年3月17日 阿字村に編入 | 昭和30年3月31日 共和村 即日改称 協和村 | 昭和50年2月1日 府中市に編入 | 府中市                                  | 府中市            |
| 芦 田 郡 | 阿字村     | 阿字村     | 阿字村              | 阿字村                     | 阿字村                         | 阿字村                         | 阿字村                                 | 阿字村                        | 阿字村                       | 昭和30年3月31日 共和村 即日改称 協和村 | 昭和50年2月1日 府中市に編入 | 府中市                                  | 府中市            |
| 芦 田 郡 | 久佐村     | 久佐村     | 久佐村              | 河佐村                     | 河佐村                         | 河佐村                         | 河佐村                                 | 河佐村                        | 河佐村                       | 昭和31年9月30日 府中市に編入           | 府中市                      | 府中市                                  | 府中市            |
| 芦 田 郡 | 河面村     | 河面村     | 河面村              | 河佐村                     | 河佐村                         | 河佐村                         | 河佐村                                 | 河佐村                        | 河佐村                       | 昭和31年9月30日 府中市に編入           | 府中市                      | 府中市                                  | 府中市            |
| 芦 田 郡 | 栗柄村     | 栗柄村     | 栗柄村              | 栗生村                     | 栗生村                         | 栗生村                         | 栗生村                                 | 昭和29年3月31日 府中市        | 府中市                       | 府中市                                 | 府中市                      | 府中市                                  | 府中市            |
| 芦 田 郡 | 土生村     | 一部       | 土生村              | 栗生村                     | 栗生村                         | 栗生村                         | 栗生村                                 | 昭和29年3月31日 府中市        | 府中市                       | 府中市                                 | 府中市                      | 府中市                                  | 府中市            |
| 芦 田 郡 | 土生村     | 一部       | 土生村              | 栗生村                     | 大正12年4月1日 府中町に編入    | 大正14年2月1日 府中町          | 府中町                                 | 昭和29年3月31日 府中市        | 府中市                       | 府中市                                 | 府中市                      | 府中市                                  | 府中市            |
| 芦 田 郡 | 府中市村   | 府中市村   | 府中市村            | 府中市村                   | 明治29年6月3日 町制改称 府中町 | 大正14年2月1日 府中町          | 府中町                                 | 昭和29年3月31日 府中市        | 府中市                       | 府中市                                 | 府中市                      | 府中市                                  | 府中市            |
| 芦 田 郡 | 出口村     | 出口村     | 出口村              | 出口村                     | 大正2年7月1日 町制 出口町      | 大正14年2月1日 府中町          | 府中町                                 | 昭和29年3月31日 府中市        | 府中市                       | 府中市                                 | 府中市                      | 府中市                                  | 府中市            |
| 芦 田 郡 | 荒谷村     | 荒谷村     | 荒谷村              | 岩谷村                     | 岩谷村                         | 岩谷村                         | 岩谷村                                 | 昭和29年3月31日 府中市        | 府中市                       | 府中市                                 | 府中市                      | 府中市                                  | 府中市            |
| 芦 田 郡 | 目崎村     | 目崎村     | 目崎村              | 岩谷村                     | 岩谷村                         | 岩谷村                         | 岩谷村                                 | 昭和29年3月31日 府中市        | 府中市                       | 府中市                                 | 府中市                      | 府中市                                  | 府中市            |
| 芦 田 郡 | 上山村     | 上山村     | 上山村              | 岩谷村                     | 岩谷村                         | 岩谷村                         | 岩谷村                                 | 昭和29年3月31日 府中市        | 府中市                       | 府中市                                 | 府中市                      | 府中市                                  | 府中市            |
| 芦 田 郡 | 父石村     | 父石村     | 父石村              | 岩谷村                     | 岩谷村                         | 岩谷村                         | 岩谷村                                 | 昭和29年3月31日 府中市        | 府中市                       | 府中市                                 | 府中市                      | 府中市                                  | 府中市            |
| 芦 田 郡 | 府川村     | 府川村     | 府川村              | 国府村                     | 国府村                         | 国府村                         | 国府村                                 | 昭和29年3月31日 府中市        | 府中市                       | 府中市                                 | 府中市                      | 府中市                                  | 府中市            |
| 芦 田 郡 | 高木村     | 高木村     | 高木村              | 国府村                     | 国府村                         | 国府村                         | 国府村                                 | 昭和29年3月31日 府中市        | 府中市                       | 府中市                                 | 府中市                      | 府中市                                  | 府中市            |
| 芦 田 郡 | 中須村     | 中須村     | 中須村              | 国府村                     | 国府村                         | 国府村                         | 国府村                                 | 昭和29年3月31日 府中市        | 府中市                       | 府中市                                 | 府中市                      | 府中市                                  | 府中市            |
| 芦 田 郡 | 広谷村     | 広谷村     | 広谷村              | 広谷村                     | 広谷村                         | 広谷村                         | 広谷村                                 | 昭和29年3月31日 府中市        | 府中市                       | 府中市                                 | 府中市                      | 府中市                                  | 府中市            |
| 芦 田 郡 | 町村       | 町村       | 町村                | 広谷村                     | 広谷村                         | 広谷村                         | 広谷村                                 | 昭和29年3月31日 府中市        | 府中市                       | 府中市                                 | 府中市                      | 府中市                                  | 府中市            |
| 芦 田 郡 | 本山村     | 本山村     | 本山村              | 広谷村                     | 広谷村                         | 広谷村                         | 広谷村                                 | 昭和29年3月31日 府中市        | 府中市                       | 府中市                                 | 府中市                      | 府中市                                  | 府中市            |
| 御 調 郡 | 篠根村     | 篠根村     | 篠根村              | 御調郡 下川辺村            | 御調郡 下川辺村                | 御調郡 下川辺村                | 昭和24年4月1日 所属変更 芦品郡下川辺村 | 昭和29年3月31日 府中市        | 府中市                       | 府中市                                 | 府中市                      | 府中市                                  | 府中市            |
| 御 調 郡 | 河南村     | 河南村     | 河南村              | 御調郡 下川辺村            | 御調郡 下川辺村                | 御調郡 下川辺村                | 昭和24年4月1日 所属変更 芦品郡下川辺村 | 昭和29年3月31日 府中市        | 府中市                       | 府中市                                 | 府中市                      | 府中市                                  | 府中市            |
| 御 調 郡 | 僧殿村     | 僧殿村     | 僧殿村              | 御調郡 下川辺村            | 御調郡 下川辺村                | 御調郡 下川辺村                | 昭和24年4月1日 所属変更 芦品郡下川辺村 | 昭和29年3月31日 府中市        | 府中市                       | 府中市                                 | 府中市                      | 府中市                                  | 府中市            |
| 御 調 郡 | 河面村     | 河面村     | 河面村              | 御調郡 下川辺村            | 御調郡 下川辺村                | 御調郡 下川辺村                | 昭和24年4月1日 所属変更 芦品郡下川辺村 | 昭和29年3月31日 府中市        | 府中市                       | 府中市                                 | 府中市                      | 府中市                                  | 府中市            |

## 行政
芦品・神石・甲奴郡長
| 代 | 氏名       | 就任年月日                | 退任年月日                | 備考                                |
| -- | ---------- | ------------------------- | ------------------------- | ----------------------------------- |
| 1  | 齋藤次郎   | 明治32年（1899年）5月1日  | 明治42年（1909年）6月24日 | 前職は芦田・品治・神石・甲奴郡長    |
| 2  | 小林正敏   | 明治42年（1909年）6月24日 | 明治45年（1912年）3月30日 | 前職は比婆郡長                      |
| 3  | 黒川林之助 | 明治45年（1912年）3月30日 | 大正4年（1915年）7月3日   | 前職は神石郡長                      |
| 4  | 藤崎供隣   | 大正4年（1915年）7月3日   | 大正9年（1920年）4月1日   | 前職は広島県警視                    |
| 5  | 石栗巍     | 大正9年（1920年）4月1日   | 大正12年（1923年）2月26日 | 前職は島根県飯石郡長                |
| 6  | 柏四郎九   | 大正12年（1923年）2月26日 | 大正15年（1926年）6月30日 | 前職は世羅郡長 郡役所廃止により廃官 |